# 이사강

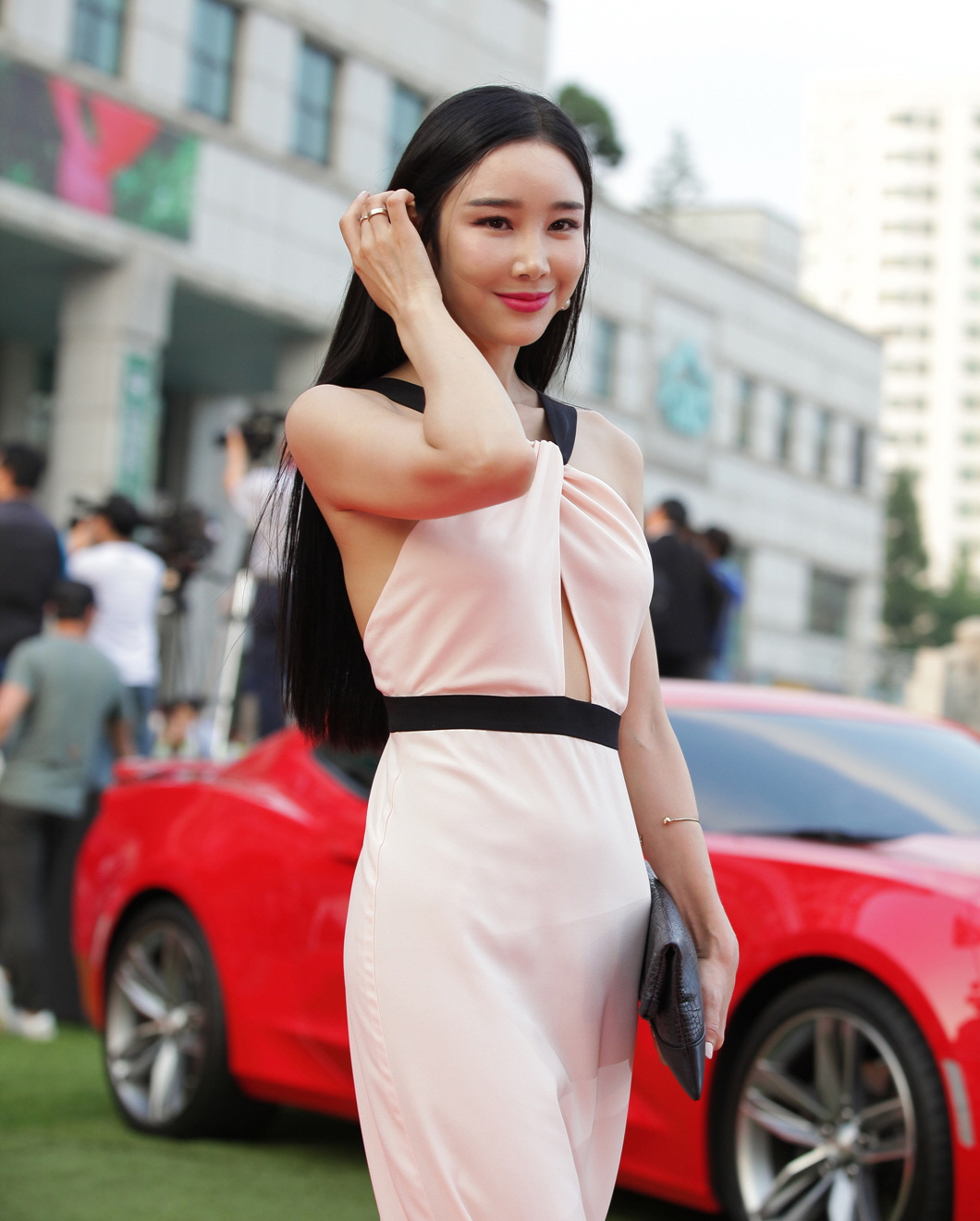
이사강 2017년.

이사강(1980년 10월 7일 ~ )은 대한민국의 뮤직비디오 감독이자, CF 감독이다. 생산 회사 쟈니브로스(ZANYBROS) 소속이다. 어려서부터 그림을 잘 그렸고, 2002년 단편 영화 《스푸트니크》 촬영으로 참여.
수능 279점으로 1998년에 중앙대학교 연극과를 특차로 들어가서(98학번임) 1학년을 다니다가 언니가 있는 런던으로 유학, 필름스쿨 영화학 학위를 받았다.

## 학력
- 대구동덕초등학교
- 경일여자고등학교
- 중앙대학교 연극과
- 런던필름스쿨 영화학
- 세인트 마틴스 미술대학 대학원 미술학 석사

## 뮤직비디오 (감독)
- 2008년 하동균 - 나비야
- 2009년 2AM - 친구의 고백
- 2010년 로티플 스카이 - No Way
- 2011년 UV - Who Am I
- 2012년 나인뮤지스 - 티켓 (Ticket)
- 2012년 UV - 그 여자랑 살래요
- 2013년 에릭남 - 천국의 문
- 2013년 나인뮤지스 - 와일드 (Wild)
- 2013년 허영생 - 몸이 약한 아이
- 2013년 정준영 - 병이에요
- 2013년 정준영 - 이별 10분 전
- 2013년 나인뮤지스 - 건 (Gun)
- 2013년 슈퍼주니어-D&E - 아직도 난
- 2013년 나인뮤지스 - 글루 (Glue)
- 2014년 JJCC - 첨엔 다 그래
- 2014년 에릭남 - 우우
- 2014년 스피카 - 고스트
- 2015년 JJCC - 질러
- 2015년 나인뮤지스 - 드라마 (Drama)
- 2020년 김수찬 - 엉덩이 (HIP)

## 가족 관계
- 아버지 : 이재윤(1949년 ~ 2022년 1월 21일) - 정당인, 치과의사(대구 덕영치과병원장)
- 어머니 : 이명숙
- 언니 : 이도이 - 영화 미술감독 겸 패션디자이너
- 배우자 : 론(천병화, 1991년 1월 22일 ~ ) - 보이 그룹인 빅플로 활동했던 가수